# Област Шимамаки
Област Шимамаки (јап. 寿都郡) Suttsu-gun се налази у субпрефектури Ширибеши, Хокаидо, Јапан. 
2004. године, у области Шимамаки живело је 2.096 становника и густину насељености од 4,79 становника по км². Укупна површина је 437,26 км².

## Вароши и села
- Шимамаки